# Villa Pia
La Villa Pia (appelé aussi Casina Pio IV) est un bâtiment de style Renaissance située dans les jardins du Vatican à Rome, et sert de siège aux Académies pontificales des sciences, des sciences sociales et de saint Thomas d'Aquin. 

## Historique
Les travaux démarrent sous Paul IV en 1558. Après sa mort, Pie IV poursuit le projet  au stade du rez-de-chaussée avec l'architecte maniériste Pirro Ligorio, et rajoute une loggia, une galerie, une chapelle, trois chambres et un second étage. Il décore l'ensemble avec des stucs, des mosaïques et des fresques. La Casina devait servir à la fois comme résidence d'été du Pontife et comme pavillon de chasse au milieu d'une nature qui à cette époque était encore riche de gibier. 
En 1931, le président de l'Académie pontificale des sciences, Giuseppe Gianfranceschi, annonce l'agrandissement de la Casina. Ces travaux seront confiés à l'architecte Giuseppe Momo. Le 17 décembre 1933, Pie XI inaugure l'extension qui permet la tenue des sessions plénières de l'Académie.

## Description
Au centre, une cour ovale relie les quatre parties de la villa. Au milieu de la cour, une fontaine en marbre avec deux chérubins chevauchant des dauphins.
La loggia appelée Museum, la maison des muses, domine la cour. Pirro Ligorio y a placé les statues des muses.
La façade de l'Académie est richement ornée. La voute du vestibule présente des fresques sur la Genèse et les murs sont recouverts de mosaïques polychromes. Il mène à la salle de la Sacrée Conversation avec des fresques de Federico Barocci et à la salle de l'Annonciation, puis à la chapelle.
La cage d'escalier permettant d'accéder à l'étage est une œuvre majeure de Santi di Tito. À l'étage, les salles de Gethsémani et de Zuccari montrent des fresques majeures de Federico Zuccari.

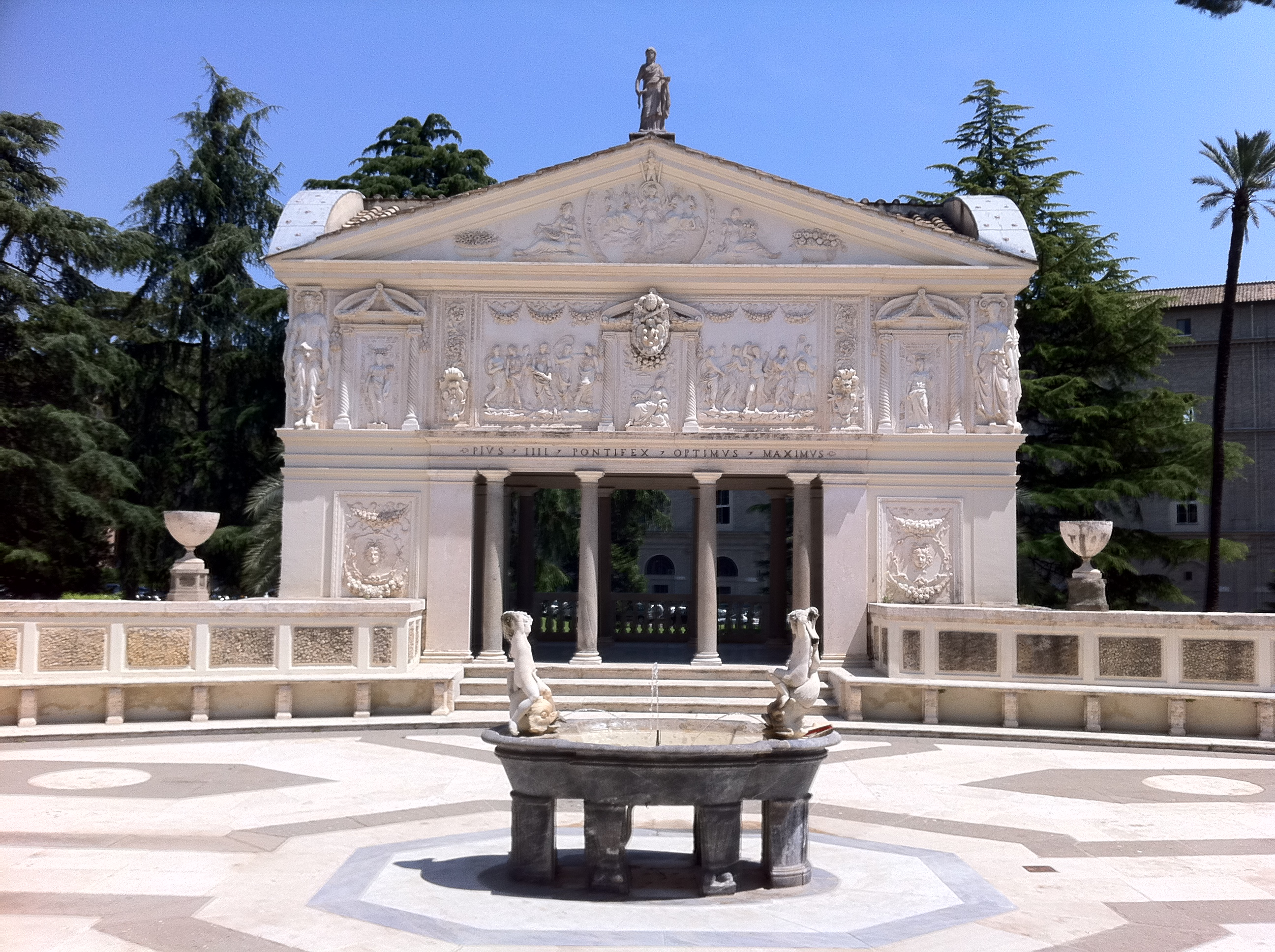
Cour d'honneur
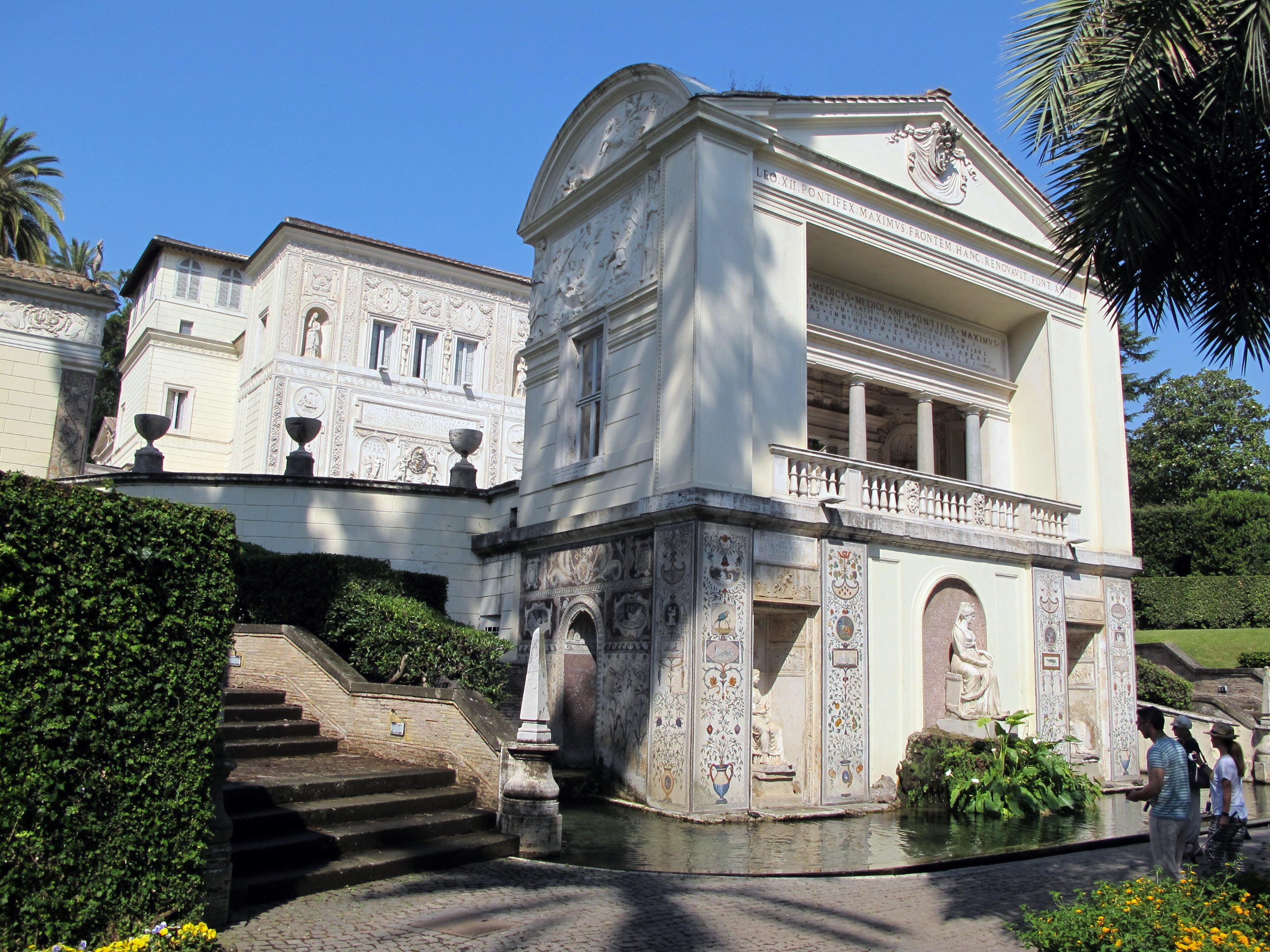
Escalier d'accès
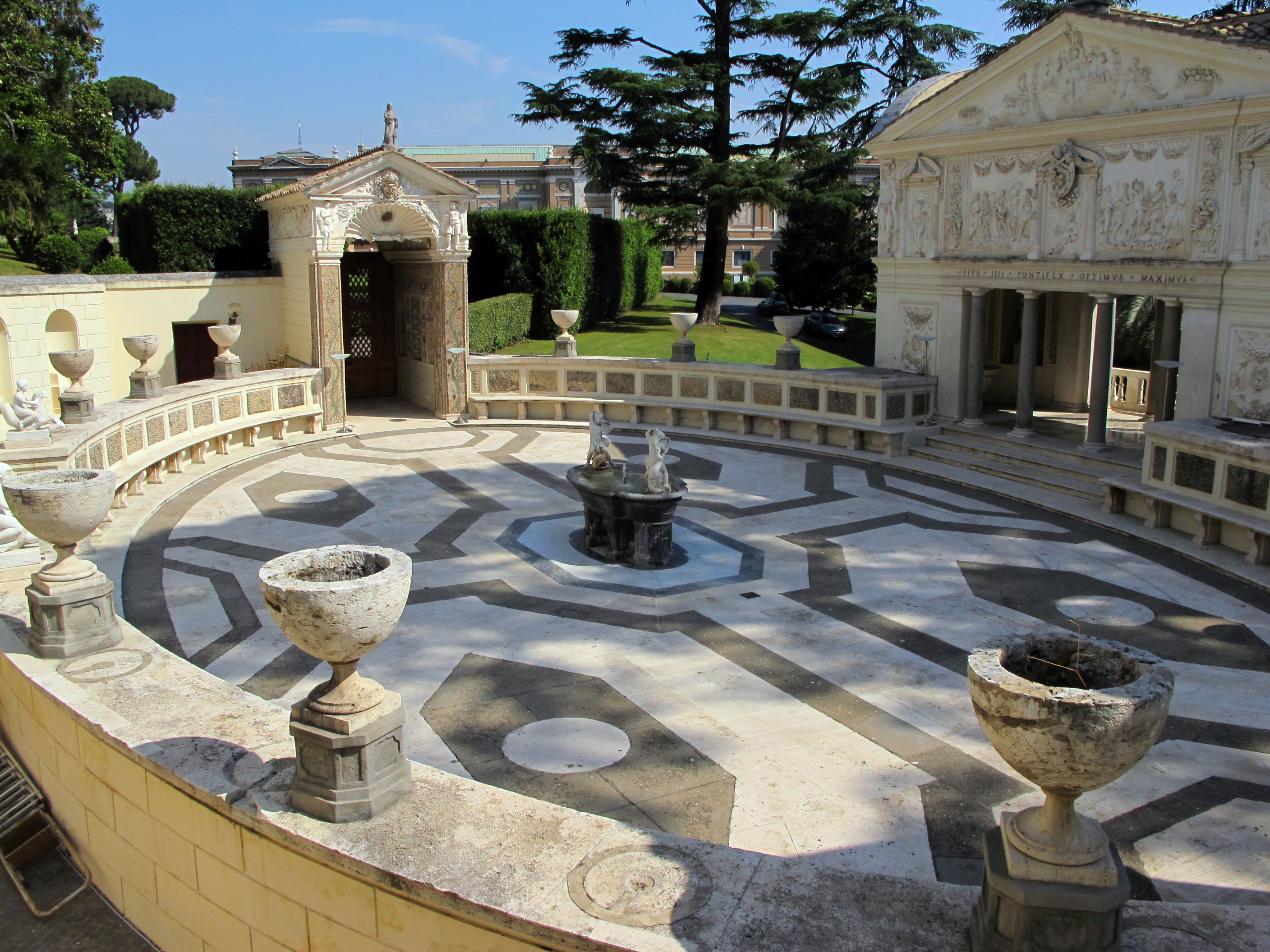
Cour ovale reliant les bâtiments
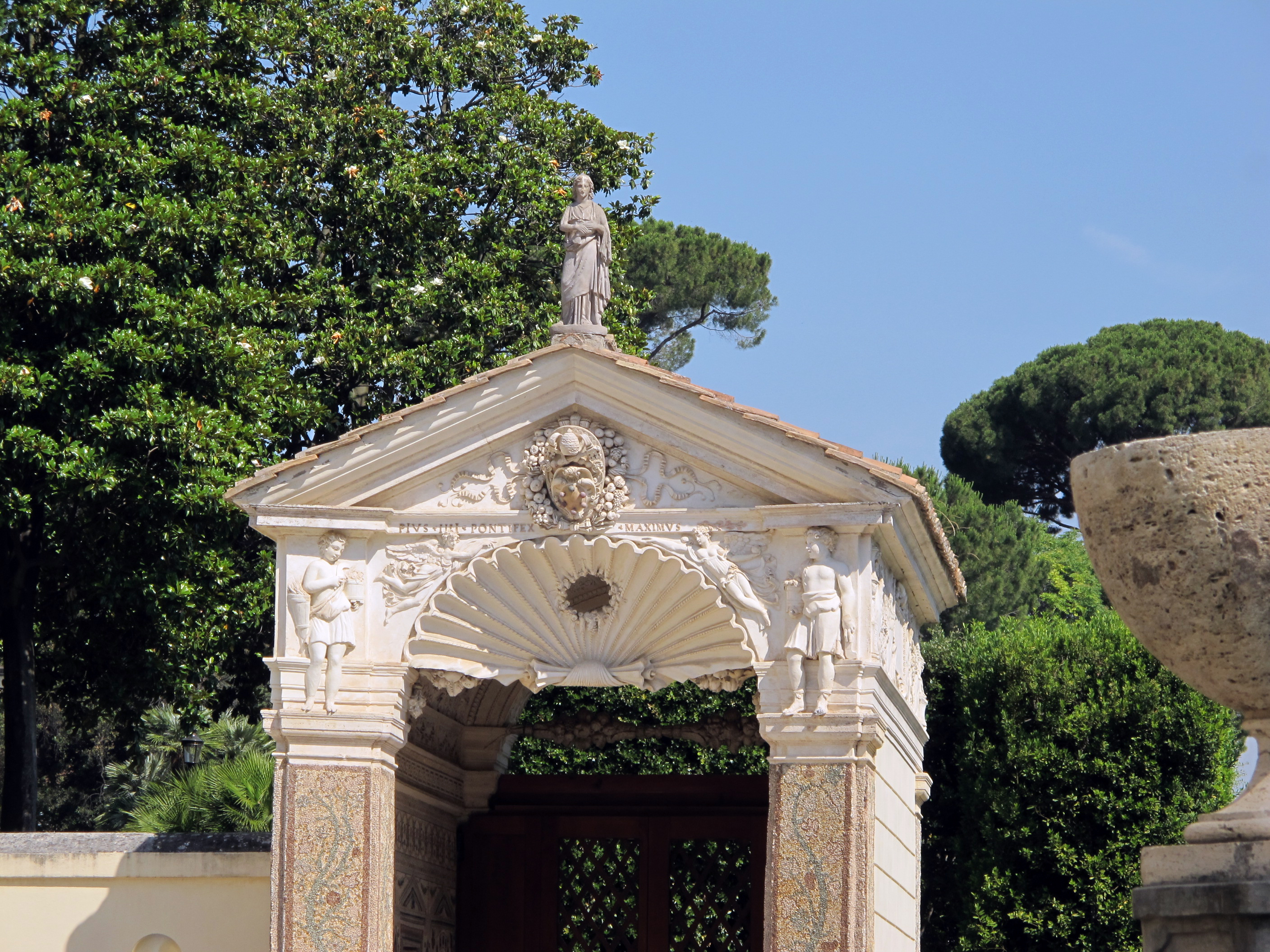
Accès latéral
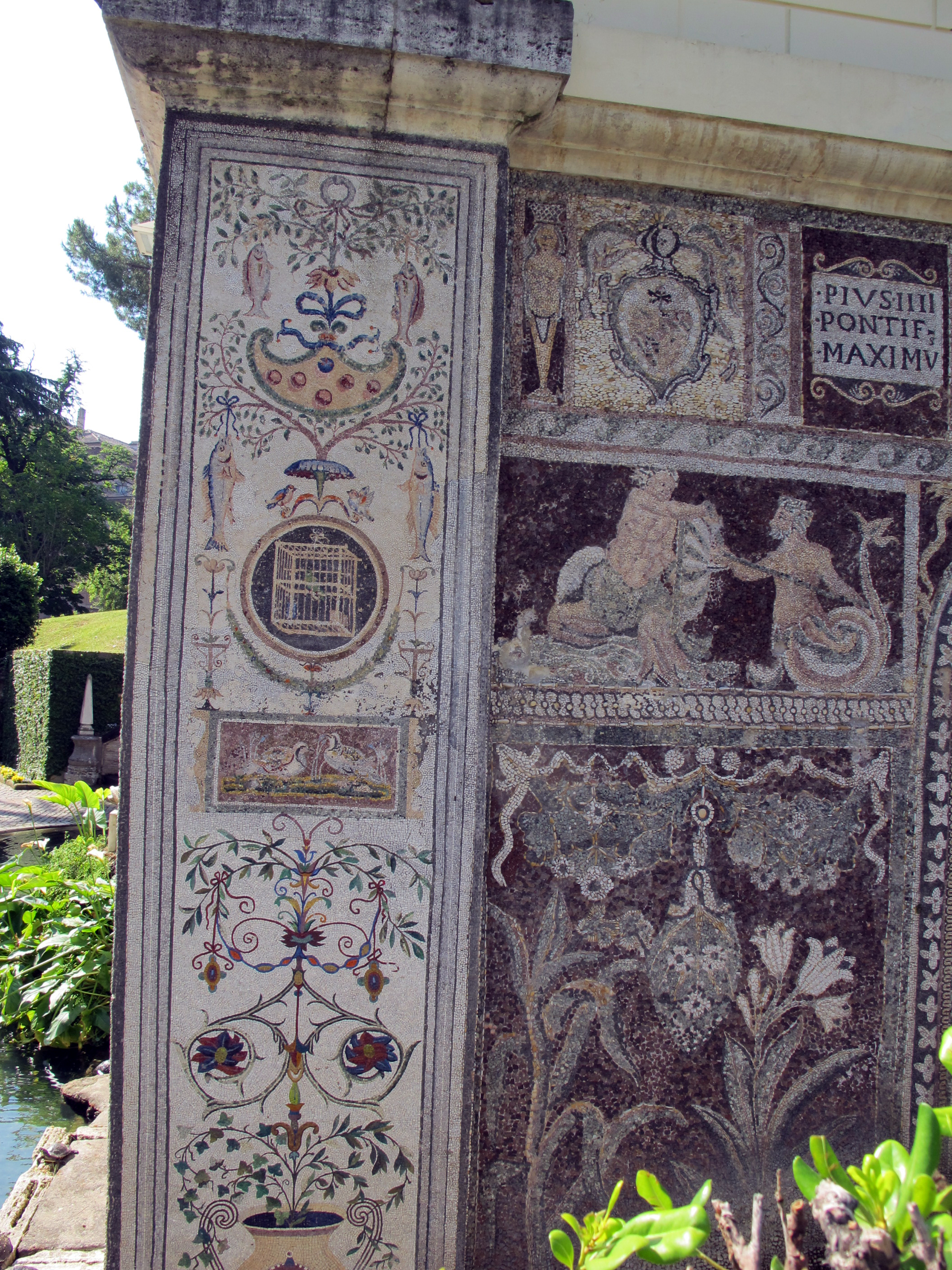
Mosaïques